# Milos szerb fejedelem
Miloš Obrenović (IPA: [mîloʃ obrěːnoʋit͡ɕ]; szerbül: Милош Обреновић; Gornja Dobrinja, 1780. március 18. – Belgrád, 1860. szeptember 26.) Szerbia fejedelme (Knjaz) 1815–1839, valamint 1858–1860 között, egyben a második szerb felkelés vezetője. Uralkodása alatt az Ottomán Birodalomtól hercegi címet kapott, s erre alapozva – szultáni jóváhagyással – megalapította az Obrenović-dinasztiát.

## Korai évei
A Pozsega melletti Dobrinja faluban született szegény családból, szülei Montenegróból vándoroltak Užice körzetbe. Apja, Teodor Mihailović szegény földműves volt. 1810-ben féltestvére, Milán halála után felvette az Obrenović nevet anyja első férje, Obren Martinović után, aki Milán apja volt. Anyja, Višnja Gojković első férjének három gyermeket szült: Jakov, Milan és Stana, s később – második férjének – újabb hármat: Miloš, Jevrem és Jovan. Miloš Obrenović ifjúkorában egy gazdag zlatibori marhakereskedő családnál volt szolga.

## A második szerb felkelés és autonómia
Miloš Obrenović, valamint féltestvére, Milan szintén harcolt az első szerb felkelésben, ahol a rudniki vajda címig vitte. Miután a lázadás összeomlott, Obrenović volt az a vezető Szerbiában, aki megpróbált szembeszállni a bosszúra szomjazó törökökkel szemben. 1817-ben Radovanjski Lugban meggyilkoltatta Petrović Đorđe Karađorđe száműzetésből hazatérő szerb vezetőt, melyet Vujica Vulićević és Nikola Novaković hajtott végre.
1815-ben megszervezte és az élére állt a második szerb felkelésnek. 1817-ig a törökök többször vereséget mértek Obrenović hadseregére, de előtte nem tárgyaltak Maraşlı Ali pasával. E tárgyalások eredményképp jött létre a részleges szerb autonómia, de az Ottomán Birodalmon belül, valamint ekkor vált Szerbia teljhatalmú uralkodójává. 1830-33 között – szultáni dekrétummal megerősítve – uralmát nagyobb területre terjesztette ki (további 6 szerb körzet), valamint sikerült jóváhagyatnia az örökös hercegi címet is.

## Uralkodásának késői évei
Szerbia népe gyakran fellázadt Obrenović autokratikus, és gyakran brutális uralma ellen. 1835-ben kénytelen volt egy alkotmányt elfogadni, mely hatalmát erőteljesen korlátozta.
Uralkodásának második periódusában – egy hosszú száműzetést követően – megpróbálta hatalmát és tekintélyét helyreállítani.